# 珠芽唐松草
珠芽唐松草（学名：Thalictrum chelidonii），为毛茛科唐松草属下的一个种。

## 扩展阅读
維基物種上的相關：珠芽唐松草